# Назмутдинова, Альфия Биляловна
Назмутдинова Альфия Биляловна (род. 29 апреля 1949, Свердловск, СССР) — заслуженный мастер спорта СССР по художественной гимнастике, чемпионка мира в упражнении с лентой (1971), серебряный и бронзовый призёр чемпионатов мира. Двукратная обладательница Кубра СССР, четырёхкратная чемпионка РСФСР.

## Биография
Родилась в г. Свердловске в большой семье. Три её сестры так же, как и она, занимались художественной гимнастикой, старшая сестра Лилия Назмутдинова — первый мастер спорта в СССР, сама тренировала Альфию. Розалия Назмутдинова — почётный мастер спорта, чемпионка СССР среди девушек, обладательница кубка страны. Ильмира Назмутдинова — самая младшая из сестёр, мастер спорта, чемпионка соревнований «Трудовые резервы».
Обучалась художественной гимнастике в ДСО «Трудовые резервы» (в настоящее время — Свердловское региональное отделение общественно-государственного физкультурно-спортивного объединения «Юность России») и свердловской ДЮСШ № 1 (ныне — СДЮСШОР № 1). Альфия Биляловна вместе с сёстрами занималась у заслуженного тренера СССР Елизаветы Алексеевны Облыгиной.
В 1965 году Альфии Назмутдиновой присвоено звание мастер спорта.
В 1971 году Альфия Биляловна приняла участие в чемпионате мира, стала чемпионкой в выступлениях с лентой, серебряным призёром — в выступлениях с мячом и бронзовым — в выступлениях со скакалкой и в многоборье, в упражнении с обручем заняла 6 место.
В 1978 году присвоено звание заслуженного мастера спорта.
Сейчас Альфия Биляловна вместе с сёстрами тренирует в спортивной школе имени сестёр Назмутдиновых, занимается организацией соревнований, является судьей Всероссийской категории.
Стаж работы 57 лет.

## Награды
- Заслуженный работник физической культуры Республики Татарстан
- Судья Всероссийской категории
- Ветеран труда
- Ветеран спорта
- Знак Отличник физической культуры 1995
- Награда Правительства Свердловской области 1998
- Почетный знак За заслуги в развитии физической культуры и спорта 1999
- Награда Министерства по физической культуре, спорту и туризму Свердловской области 2003
- Награда Управления по развитию физической культуры, спорта и туризма г. Екатеринбурга 2003
- Медаль За спортивную доблесть 2009
- Награда Губернатора Свердловской области 2009
- Награда Законодательного Собрания Свердловской области 2009
- Награда Министерства по физической культуре, спорту и туризму Свердловской области 2009
- Награда Управления по развитию физической культуры, спорта и туризма администрации г. Екатеринбурга 2009
- Награда Правительства Свердловской области 2014

## Спортивные достижения
| Турнир                                              | Год  | Место                                                 |
| --------------------------------------------------- | ---- | ----------------------------------------------------- |
| 9-я Всесоюзная Спартакиада «Трудовые резервы»       | 1964 | 1 место                                               |
| 10-я Всесоюзная Спартакиада                         | 1965 | 1 место                                               |
| ЦС «Трудовые резервы»                               | 1966 | 1 место                                               |
| Первенство СССР                                     | 1966 | 3 место — среди девушек, 1 место — в командном зачете |
| 11-я Всесоюзная Спартакиада                         | 1966 | 1 место                                               |
| 5-я Всесоюзная Спартакиада уч-ся профтехобразования | 1966 | 1 место                                               |
| ЦС «Трудовые резервы»                               | 1967 | 1 место                                               |
| Чемпионат РСФСР                                     | 1967 | 3 место                                               |
| Первенство СССР (Октябрьский)                       | 1967 | 3 место                                               |
| Первенство РСФСР                                    | 1967 | 3 место                                               |
| Первенство Россовета                                | 1967 | 1 место                                               |
| Первенство Россовета ВДСО                           | 1967 | 1 место                                               |
| Первенство РСФСР                                    | 1968 | 3 место                                               |
| Чемпионат СССР                                      | 1968 | Два третьих места, 1 место — в командном зачете       |
| Международная встреча (Матч солидарности)           | 1968 | 3 место                                               |
| 9-й Всемирный фестиваль молодежи и студентов Софии  | 1968 | Два третьих места                                     |
| Кубок РСФСР                                         | 1968 | 3 место                                               |
| Первенство СССР                                     | 1968 | Два третьих места                                     |
| ЦС «Трудовые резервы»                               | 1969 | 1 место                                               |
| Первенство РСФСР                                    | 1969 | 1 место                                               |
| Международная встреча «Кубок студенческая трибуна»  | 1969 | Два третьих места, Первое место                       |
| Кубок СССР                                          | 1969 | 2 место                                               |
| Первенство мира                                     | 1969 | 2 место гр.упр.                                       |
| Международная втреча                                | 1969 | 1 место                                               |
| Всесоюзная летняя спартакиада профсоюзов СССР       | 1969 | 1 место, 3 место                                      |
| Чемпионат РСФСР                                     | 1969 | Три первых места                                      |
| Чемпионат РСФСР                                     | 1970 | 1 место                                               |
| ЦС «Трудовые резервы»                               | 1970 | 1 место                                               |
| Первенство СССР                                     | 1970 | 3 место, 2 место, 1 место                             |
| Турнир соц.стран                                    | 1970 | 1 место, 2 место                                      |
| Международная встреча                               | 1970 | 1 место                                               |
| Кубок ГДР РСФСР-СССР                                | 1970 | Два первых места                                      |
| Кубок РСФСР                                         | 1970 | 1 место                                               |
| Чемпионат СССР                                      | 1970 | 1 место, 2 место, 3 место                             |
| Кубок СССР                                          | 1970 | Четыре первых места, 2 место                          |
| Первенство РСФСР                                    | 1970 | Пять первых мест                                      |
| Кубок Юрмолы                                        | 1970 | 1 место                                               |
| ЦС «Трудовые резервы»                               | 1971 | 1 место                                               |
| Первенство СССР                                     | 1971 | 3 место, 2 место                                      |
| Первенство РСФСР                                    | 1971 | 1 место                                               |
| Кубок СССР                                          | 1971 | Два первых места, 2 место, 3 место                    |
| Международная встреча ГДР-СССР                      | 1971 | 2 место                                               |
| Международная встреча «Приз худ. Латвии»            | 1971 | 1 место                                               |
| Чемпионат Мира                                      | 1971 | 3 место, 2 место, 1 место                             |
| Кубок РСФСР                                         | 1971 | 1 место                                               |
| Чемпионат СССР                                      | 1971 | 3 место, 2 место                                      |
| Первенство Россовета                                | 1971 | 1 место                                               |
| ЦС «Трудовые резервы»                               | 1972 | 1 место                                               |
| Первенство РСФСР                                    | 1972 | 1 место                                               |
| Международная встреча Куба-СССР                     | 1972 | 1 место                                               |
| Первенство СССР (25-летие худ.гимнастики)           | 1972 | 2 место                                               |
| Кубок СССР                                          | 1972 | 3 место                                               |
| Чемпионат СССР                                      | 1972 | Три вторых места                                      |